# Terrestre (dj)
Terrestre es un proyecto mexicano de música electrónica dirigido por Fernando Corona.

## Historia
Fue uno de los primeros miembros del Nortec colectivo de Tijuana. Poco tiempo después salió de Nortec junto con Plankton Man, pero aún produce dentro del colectivo Nortec. Fernando Corona también es conocido por su proyecto Murcof.